# Viola fissifolia
Viola fissifolia är en violväxtart som beskrevs av Masao Kitagawa. Viola fissifolia ingår i släktet violer, och familjen violväxter. Inga underarter finns listade i Catalogue of Life.